# Brett Robinson (athlétisme)
Pour les articles homonymes, voir Brett Robinson et Robinson.
Brett Robinson (né le 8 mai 1991 à Canberra) est un athlète australien, spécialiste du fond.
Son meilleur temps sur 5 000 m est de 13 min 18 s 96, obtenu à Ostrava le 27 juin 2013 ce qui le qualifie pour les championnats du monde à Moscou où il entre en finale,
Il termine 7e du Marathon de Londres en 2023 en 2 h 10 min 19 s